# Stian Vatne
Stian Vatne (Molde, 10 de mayo de 1974) es  un exjugador de balonmano noruego que jugaba de lateral izquierdo. Su último equipo fue el Füchse Berlin. Fue un componente de la selección de balonmano de Noruega.

## Palmarés

### Ademar León
- Supercopa de España de Balonmano (1): 2003
- Recopa de Europa de Balonmano (1): 2005

## Clubes
| Club                  | País     | Año         |
| --------------------- | -------- | ----------- |
| Molde                 | Noruega  | ? - 1994    |
| Stavanger IF          | Noruega  | 1994 - 1997 |
| Kadetten Schaffhausen | Suiza    | 1997 - 2001 |
| Stavanger IF          | Noruega  | 2001 - 2002 |
| Ademar León           | España   | 2002 - 2005 |
| Algeciras Balonmano   | España   | 2005 - 2006 |
| BM Aragón             | España   | 2006 - 2009 |
| Füchse Berlin         | Alemania | 2009 - 2011 |